# 데니스 락티오노프
데니스 블라디미로비치 락티오노프(한국 이름: 이성남, 러시아어: Дени́с Влади́мирович Лактио́нов, 영어: Denis Vladimirovich Laktionov, 1977년 9월 4일 ~ )는 러시아계 대한민국의 축구 지도자로 현역 선수 시절 K리그1의 수원 삼성 블루윙즈, 성남 FC, 부산 아이파크, 강원 FC에서 공격수로 활약했다. 2013년 은퇴 후 현재는 키프로스 퍼스트 디비전의 아크리타스 클로라카스의 임시 감독을 맡고 있으며 2003년 대한민국에 귀화하면서 성남 이씨의 시조가 되었다.

## 이름
처음 K리그에서 활동할 당시에는 데니스라는 이름으로 활약하였고, 성남 일화 천마 소속으로 있을 때, 대한민국으로 귀화하였으며 이성남(李城南)이라는 이름을 사용하였다. 그러나, 대한민국으로 귀화할 때의 주민등록과 여권에 등재된 대한민국 이름은 '데니스'이고, 2006년 수원 삼성 블루윙즈로 복귀한 후에는 주민등록상의 이름인 데니스로 선수 등록을 하였다.

## 클럽 경력
1994년 FC 사할린 홀름스크에서 프로 생활을 시작하였고, 1995 시즌에 32경기에서 12골을 넣으며 팀내 최다득점자에 올랐다. 하지만 팀은 시즌이 끝난 뒤 러시아 2부 리그에서 러시아 3부 리그로 강등당하여 프로 클럽으로의 지위를 상실하였고, 결국 팀을 떠나게 되었다.
1996년 K리그 팀 수원 삼성 블루윙즈로 이적하여, 고종수, 산드로와 함께 일명 '고데로 트리오'를 이루며 2000년 8월 30일 대전 시티즌과의 경기와 10월 11일 전남 드래곤즈와의 경기에서 해트트릭을 터뜨리는 등 빼어난 활약을 선보였다. 그는 1999년, 2000년 두 시즌 연속으로 K-리그 베스트 11에 선정되었으며, 1997년 10경기에서 5도움을 기록하며 K-리그 도움왕에 올랐다. 이러한 활약을 바탕으로 2002년 여름 PFC CSKA 모스크바로의 이적설이 제기되기도 하였지만, 성사되지는 않았다.
2003년 성남 일화 천마로 이적하였고, 그 해 7월 대한민국으로 귀화하여 등록명을 이성남으로 바꾸게 되었다. 2003년 8월 6일 부천 SK와의 원정 경기에서 K리그 통산 8번째로 40-40클럽에 가입하였으며, 2005년 3월 7일 인천 유나이티드와의 원정 경기에서 K리그 통산 3번째로 50-50클럽에 가입하였다. 2003년 자신의 통산 세 번째 K-리그 베스트 11에 선정되었으며, 2005년 부산 아이파크에 임대 이적하였다.
2006년 친정 팀 수원 삼성로 돌아오게 되었고, 등록명을 주민등록상의 본명인 데니스로 바꾸었다. 하지만 2007년에 고샅인대 부상을 당하여 6개월 동안 재활 운동을 하였으나 극복하지 못하며 단 한 경기에도 출전하지 못하였고, 결국 팀을 떠나게 되었다.
2008년 러시아 2부 리그의 FC 시비리 노보시비르스크로 이적하여 러시아 무대로 복귀하였으나, 두 시즌 동안 27경기 출전에 그치며 재계약에 실패하였다.
2011년 러시아 1부 리그의 톰 톰스크의 플레잉 코치로 입단하였지만 한 시즌 동안 1경기 출장에 그쳤다. 2012년 7월, 데니스는 입단 테스트를 받아 강원 FC로 이적하였다.

## 국가대표팀 경력
1998년 러시아 U-23 대표로 소집되어, 2년 동안 7경기에 출전하여 2골을 넣었다.
2002년 5월 17일 모스크바에서 열린 벨라루스와의 LG컵 경기에서 러시아 국가대표팀에 데뷔하였지만, 2002년 FIFA 월드컵 본선 명단에 포함되지 못하였다. 그 뒤 발레리 가자예프 감독이 지휘봉을 잡은 2002년 8월 21일 모스크바에서 열린 스웨덴과의 친선 경기에서 두 번째로 출전하였고, K리그로 이적한 이후 국가대표팀에 발탁된 선수 중 하나이다.

## 지도자 경력
2013 시즌 중 현역에서 은퇴하고 수원 삼성 블루윙즈 U-15팀인 매탄중학교 축구부의 코치로 지도자 생활을 시작했다. 2014년부터는 수원 삼성 블루윙즈 U-12팀인 리틀윙즈에서 코치를 역임하고 있다.

## 플레이 스타일
176cm의 탄탄한 몸매를 자랑하며, 폭발적인 순간 스피드와 공간 활용 능력이 빼어나다. 문전에서의 파워넘치는 돌파 또한 장점 중 하나이다.

## 그 외
데니스 락티오노프는 1977년 소련 노보시비르스크에서 태어났다. 2003년 대한민국 국적을 취득하였다. 러시아로 복귀한 이후에도 대한민국 국적을 유지하여, 외국인 선수로 분류되었다.
데니스는 데뷔 이후 K-리그와 K-리그 컵대회 합산 221경기만에 55골 50도움에 도달하여 최소 경기 50-50클럽 가입 기록을 보유하고 있으며, 2005년 수원 삼성 블루윙즈 공식홈페이지에서 팬들을 대상으로 한 '10주년 베스트 11'에 미드필더로 선정되기도 하였다.
데니스는 수원 삼성 블루윙즈에서 활약하던 2000년 6월 11일에 수원시에서 결혼식을 올렸다.
그는 2003년 2월 7일 성남 일화 천마로 이적하게 되자 수원 삼성 블루윙즈로부터 많은 공헌을 한 보답으로 감사패를 전달받았고, 성남 일화 천마에서 활약하던 2004년 7월 1일 성남시의 홍보대사로 위촉되기도 하였다.
데니스의 아들 니키타는 2014년부터 수원 삼성 블루윙즈 U-15팀인 매탄중학교 축구부의 선수로 뛰고 있다. 딸은 리듬체조 선수를 하고 있다.

## 경력 통계

### 클럽 기록
마지막 업데이트: 2013년 7월 3일
| 시즌 | 팀                       | 리그     | 등급 | 경기 | 골 |
| ---- | ------------------------ | -------- | ---- | ---- | -- |
| 1994 | FC 사할린 홀름스크       | 러시아   | 3    | 27   | 13 |
| 1995 | FC 사할린 홀름스크       | 러시아   | 3    | 32   | 12 |
| 1996 | 수원 삼성 블루윙즈       | 대한민국 | 1    | 17   | 5  |
| 1997 | 수원 삼성 블루윙즈       | 대한민국 | 1    | 10   | 3  |
| 1998 | 수원 삼성 블루윙즈       | 대한민국 | 1    | 10   | 5  |
| 1999 | 수원 삼성 블루윙즈       | 대한민국 | 1    | 11   | 2  |
| 2000 | 수원 삼성 블루윙즈       | 대한민국 | 1    | 17   | 9  |
| 2001 | 수원 삼성 블루윙즈       | 대한민국 | 1    | 25   | 4  |
| 2002 | 수원 삼성 블루윙즈       | 대한민국 | 1    | 17   | 3  |
| 2003 | 성남 일화 천마           | 대한민국 | 1    | 38   | 9  |
| 2004 | 성남 일화 천마           | 대한민국 | 1    | 18   | 4  |
| 2005 | 성남 일화 천마           | 대한민국 | 1    | 9    | 0  |
| 2005 | 부산 아이파크            | 대한민국 | 1    | 4    | 0  |
| 2006 | 수원 삼성 블루윙즈       | 대한민국 | 1    | 12   | 0  |
| 2007 | 수원 삼성 블루윙즈       | 대한민국 | 1    | 0    | 0  |
| 2008 | FC 시비리 노보시비르스크 | 러시아   | 2    | 18   | 0  |
| 2009 | FC 시비리 노보시비르스크 | 러시아   | 2    | 9    | 0  |
| 2011 | 톰 톰스크                | 러시아   | 1    | 1    | 0  |
| 2012 | 강원 FC                  | 대한민국 | 1    | 10   | 1  |
| 2013 | 강원 FC                  | 대한민국 | 1    | 1    | 0  |

## 수상 내역

### 클럽

#### 수원 삼성 블루윙즈
- K리그 우승 2회: 1998년, 1999년
- K리그 준우승 2회: 1996년, 2006년
- 리그컵 우승 3회: 1999년, 2000년, 2001년
- FA컵 우승 1회: 2002년
- FA컵 준우승 2회: 1996년, 2006년
- 대한민국 슈퍼컵 우승 1회: 1999년, 2000년
- 아시안 클럽 챔피언십 우승 2회: 2001년, 2002년
- 아시아 슈퍼컵 우승 2회: 2001년, 2002년

#### 성남 일화 천마
- K리그 우승 1회: 2003년
- K리그 컵대회 우승 1회: 2004년
- AFC 챔피언스리그 준우승 1회: 2004년

### 개인
- K리그 도움왕 1회: 1997년
- K리그 리그컵 득점왕 1회: 1999년
- FA컵 득점왕 1회: 1996년
- K리그 베스트 11 3회: 1999년, 2000년, 2003년